# Maurice Paléologue

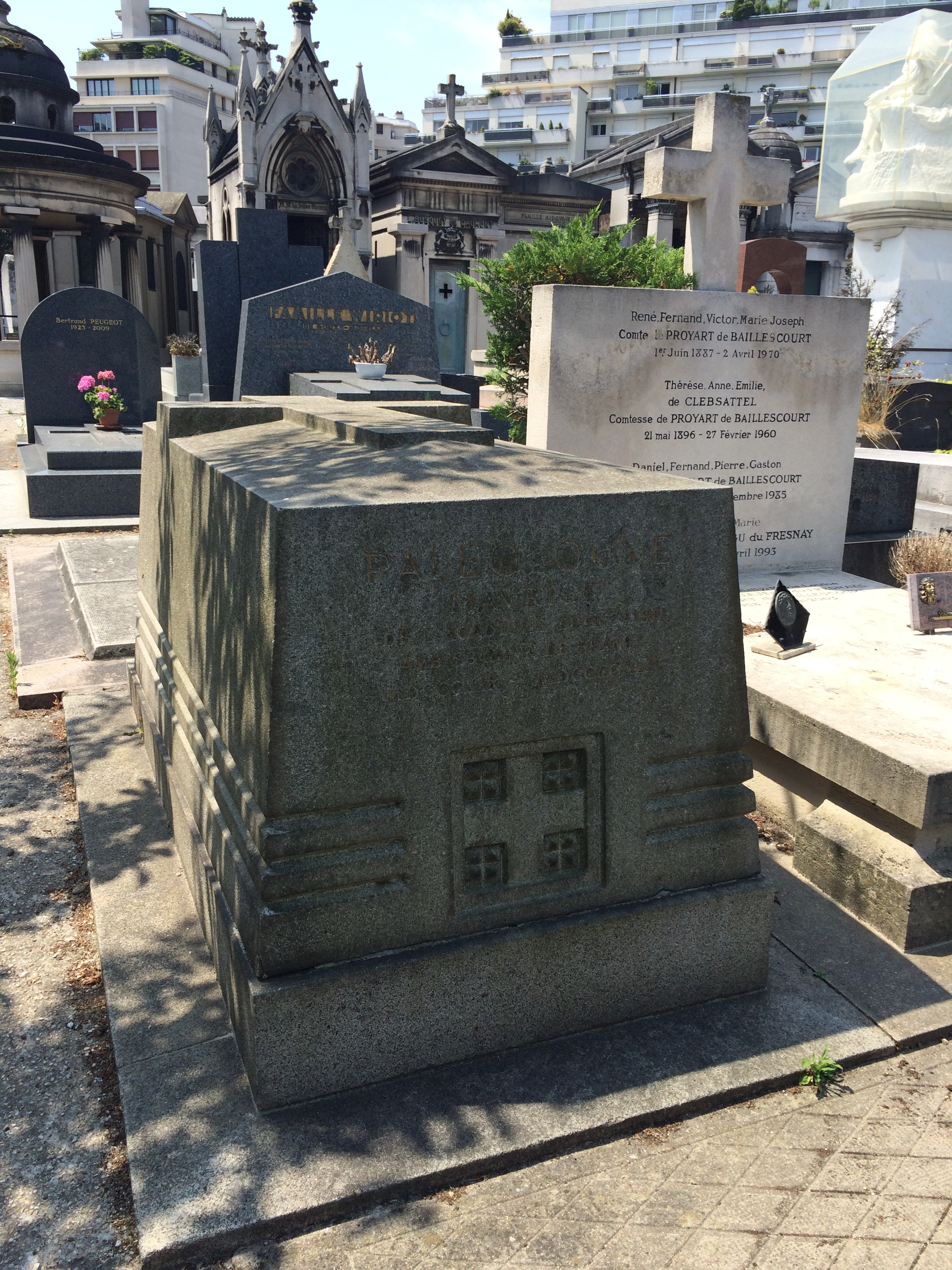
Sépulture de Maurice Paléologue au cimetière de Passy (div. 10) à Paris XVI

Maurice Paléologue, né le 13 janvier 1859 à Paris et mort le 18 novembre 1944 à son domicile parisien situé rue de Téhéran, est un diplomate, historien et essayiste français.

## Biographie
George-Maurice Paléologue est le fils d'Alexandre Paléologue, né Alexandru Paleologu, (1824-1866), issu d'une famille phanariote, lequel, banni de Bucarest, s'était établi en France après avoir été accusé de comploter contre le prince Bibesco, hospodar de Valachie. Alexandre Paléologue épousa Frédérique de Ridder en 1851, fille de Gustave De Ridder, qui fut excellente musicienne et tint un salon que fréquentèrent Michelet, Taine, Renan, Saint-Saëns et Fauré. Prématurément veuve (elle devait mourir en 1902), elle encouragea les dons intellectuels de son fils Maurice, qu’elle emmena en 1867 en Italie.
Après avoir fait des études au lycée Henri-IV, puis à Louis-le-Grand où il fut le condisciple de Raymond Poincaré, il passe une licence de droit puis entre au ministère des Affaires étrangères en 1880 et est nommé secrétaire d’ambassade à Tanger, à Pékin et à Rome. Il occupe des fonctions à la direction politique : services des affaires réservées (questions confidentielles, analyse et exploitation du chiffre). Devenu ministre plénipotentiaire en 1901, il est ambassadeur à Sofia de 1907 à 1912 et à Saint-Pétersbourg de 1914 à 1917, puis secrétaire général du ministère des Affaires étrangères dans le cabinet Millerand.
Parallèlement à sa carrière diplomatique, il collabore à la Revue des deux Mondes et écrit des romans et des essais littéraires. Il fréquente le salon littéraire de Rosalie von Gutmann où il croise le romancier Paul Bourget, Jules Cambon ou Ernest Seillière. Il publie plusieurs ouvrages historiques consacrés à la Russie dans lesquels on trouve un portrait intime de la dernière tsarine (Paléologue a assisté à certains de ses entretiens avec Raspoutine) ainsi que des observations de première main sur les événements qui ont secoué le pays à l’orée de la Première Guerre mondiale. Ses notes sur l’affaire Dreyfus, qui ne seront publiées qu’après sa mort, constituent un témoignage important sur le procès dans lequel il avait dû lui-même déposer.
L’Académie française lui décerne le prix Bordin pour Vauvenargues en 1890 et le prix Narcisse-Michaut en 1905.
Il devient membre du conseil d'administration du Crédit mobilier français. Le 7 juin 1928, il est élu à l'Académie française au fauteuil de Charles Jonnart. 
Oncle de Jean de Paleologu, il est le beau-frère d'André Lebon, d'Arthur Pernollet et de Jules Dietz.

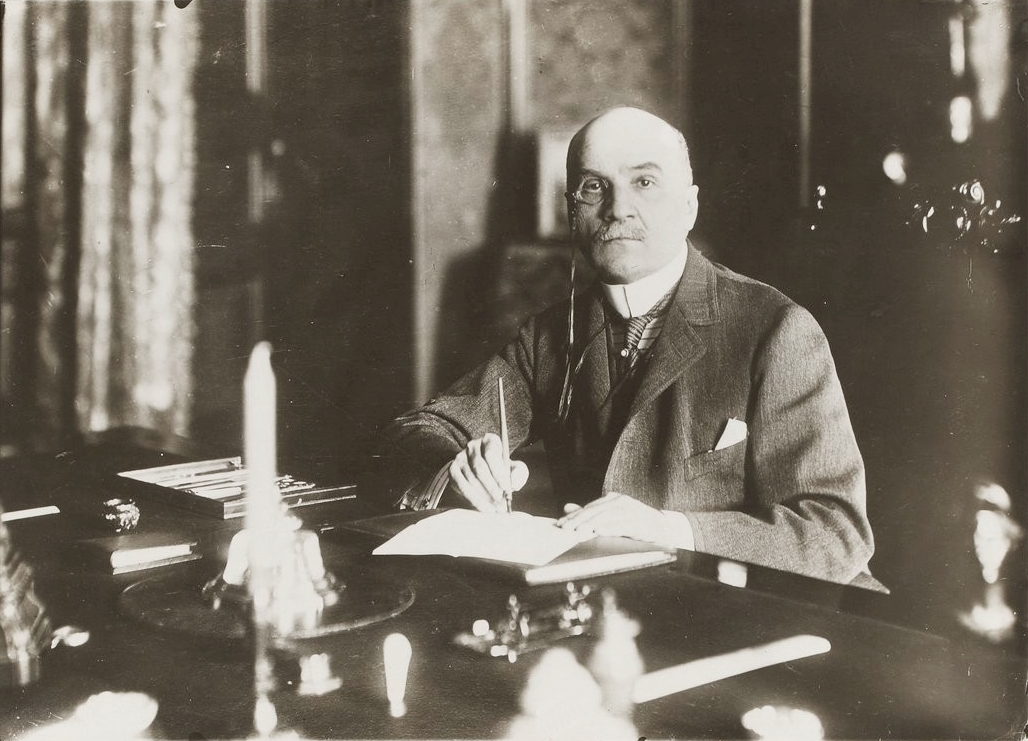
En 1914.
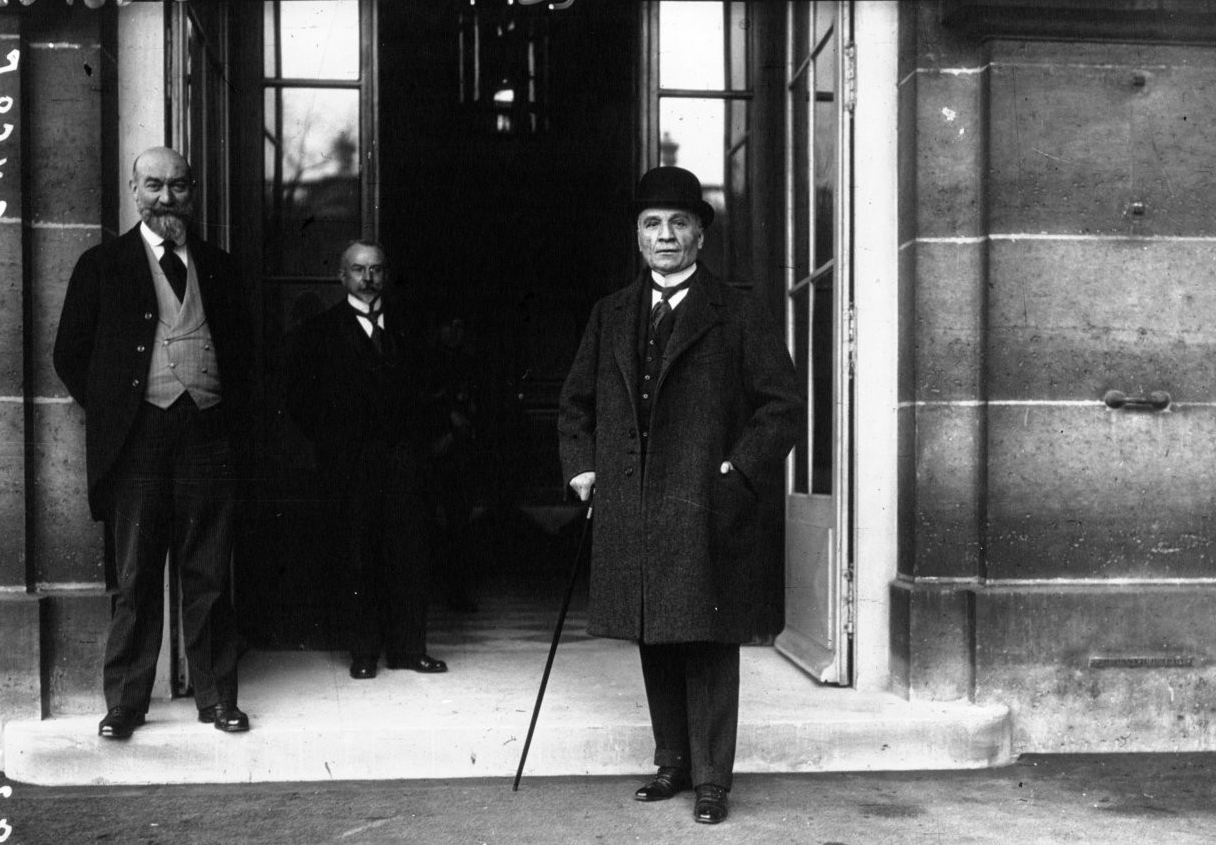
Au Quai d'Orsay en 1920.

## Une attitude controversée

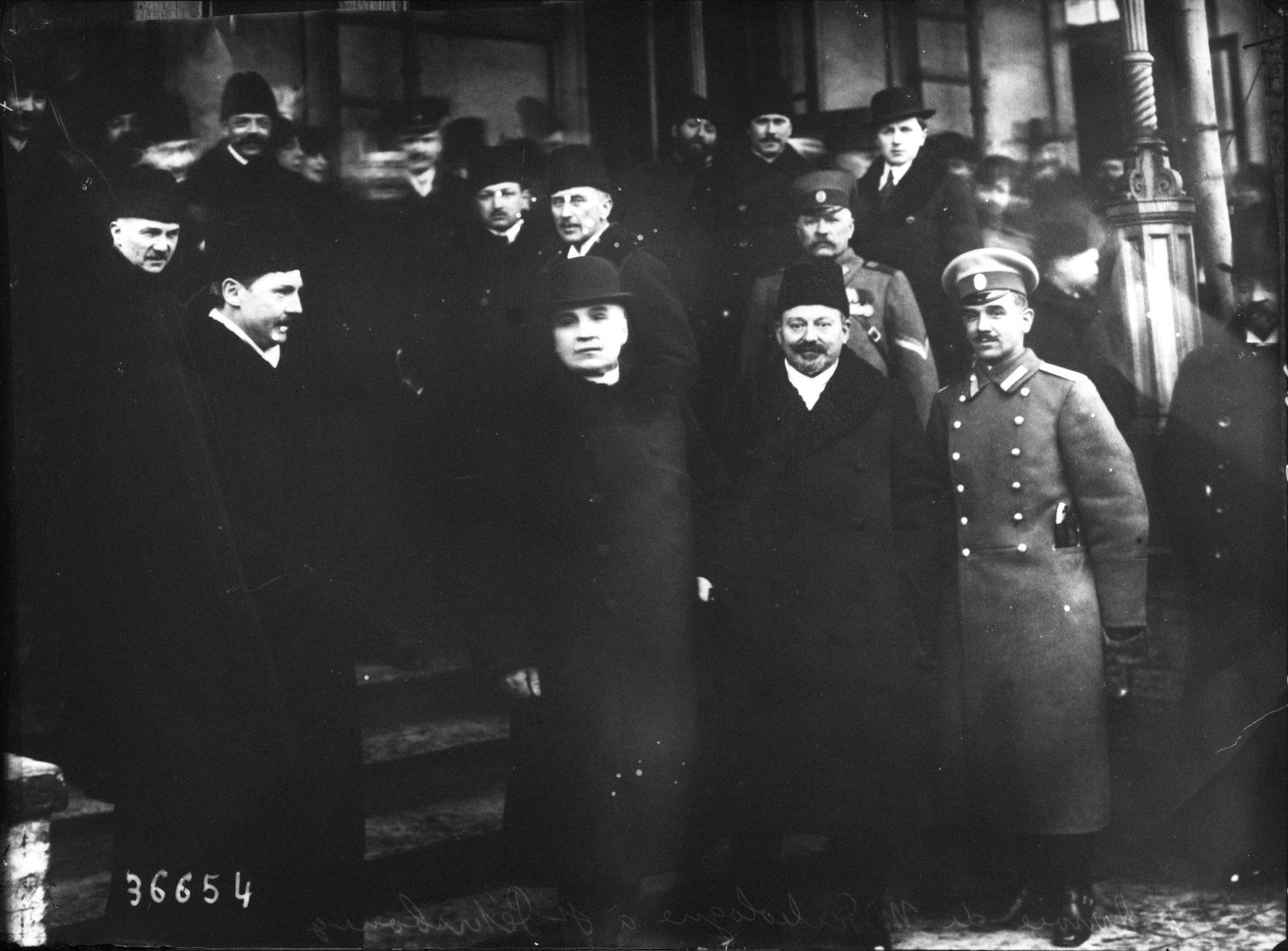
Arrivée de Maurice Palélogue à Saint-Pétersbourg (16 février 1914).

La lenteur de Paléologue à relayer des informations importantes alors qu’il était ambassadeur à Saint-Pétersbourg a été critiquée.
La Grande Guerre achevée, on s’interrogea sur ses causes. Le traité de Versailles déclara que l’Allemagne était le principal responsable du conflit : non seulement l'Allemagne avait soutenu la « ligne dure » autrichienne face à la Serbie en juillet 1914, mais elle avait aussi déclaré la guerre à la Russie et à la France et envahi la Belgique - dont elle avait pourtant garanti la neutralité.   Cependant on a pu s'interroger aussi sur les responsabilités de la Russie. Lors de son voyage en Russie du 20 au 23 juillet 1914, le président Raymond Poincaré aurait prôné la fermeté à la Russie. Quelles instructions verbales Paléologue reçut-il du président ? En 1917, Pourtalès, ancien ambassadeur d’Allemagne en Russie, accusa Paléologue d’avoir été informé de la déclaration de guerre russe avant même le ministre de la guerre Soukhomlinov.
Traditionnellement, le rôle dévolu à un ambassadeur est de « suivre les instructions de son gouvernement, mais, en même temps, il l’informe, l’éclaire, l’avertit et quelquefois doit le retenir ». En ces temps troublés de l'histoire, il paraît improbable que Paléologue n’ait pas respecté à la lettre ces consignes. Quelques historiens l’ont jugé sévèrement (Jules Isaac). Paléologue s’est défendu en invoquant les difficultés de communication et en faisant paraître son journal La Russie des tsars pendant la Grande Guerre (1921-1923). Dans un entretien avec Sazanov, ayant pris conscience de l'importance « des peuples non russes ». Il ajoute qu'ils « souffrent de votre centralisation administrative » et conclut que tôt ou tard, la Russie devra instaurer une autonomie régionale et que si elle ne le fait pas, elle sera confrontée au danger des séparatismes. En 1937, Paléologue, interrogé par Pierre Renouvin, reconnut qu’« il avait jugé la guerre inévitable et nécessaire ». Proclamer que Paléologue fut le responsable du déclenchement du conflit (parce qu'il n'aurait pas tenu informé son gouvernement) serait donc une erreur grossière. Toutefois, Rémy Porte rappelle dans un article récent que la controverse portait non sur l'absence d'information mais sur des comptes rendus partiaux de l'évolution de la position russe. Il reste qu'en 1914, l'Europe, divisée en deux blocs, courait depuis une dizaine d'années vers un cataclysme. Paléologue fut un acteur de cette tragédie, sans véritable doute, un acteur privilégié compte tenu de ses rapports avec la famille impériale russe.
En novembre 1942, à l'instar de l'amiral Lucien Lacaze et de l'ambassadeur Robert de Billy, il incite le général Bernard Serrigny à emmener Philippe Pétain en Afrique du nord pour passer du côté des Anglo-Saxons. Serrigny, qui partage exactement les mêmes idées, demande avec insistance à Pétain de partir et lui propose de l'emmener en avion, mais se heurte à un refus.  
Mort célibataire, Maurice Paléologue est inhumé au cimetière de Passy à Paris, dans le XVIe arrondissement. Sa tombe est située près de celle de la princesse Brassov (veuve du grand-duc Michel) et de son fils, le comte Georges Brassov.

## Distinctions
- Grand officier de la Légion d'honneur (8 septembre 1920)[12]

## Publications

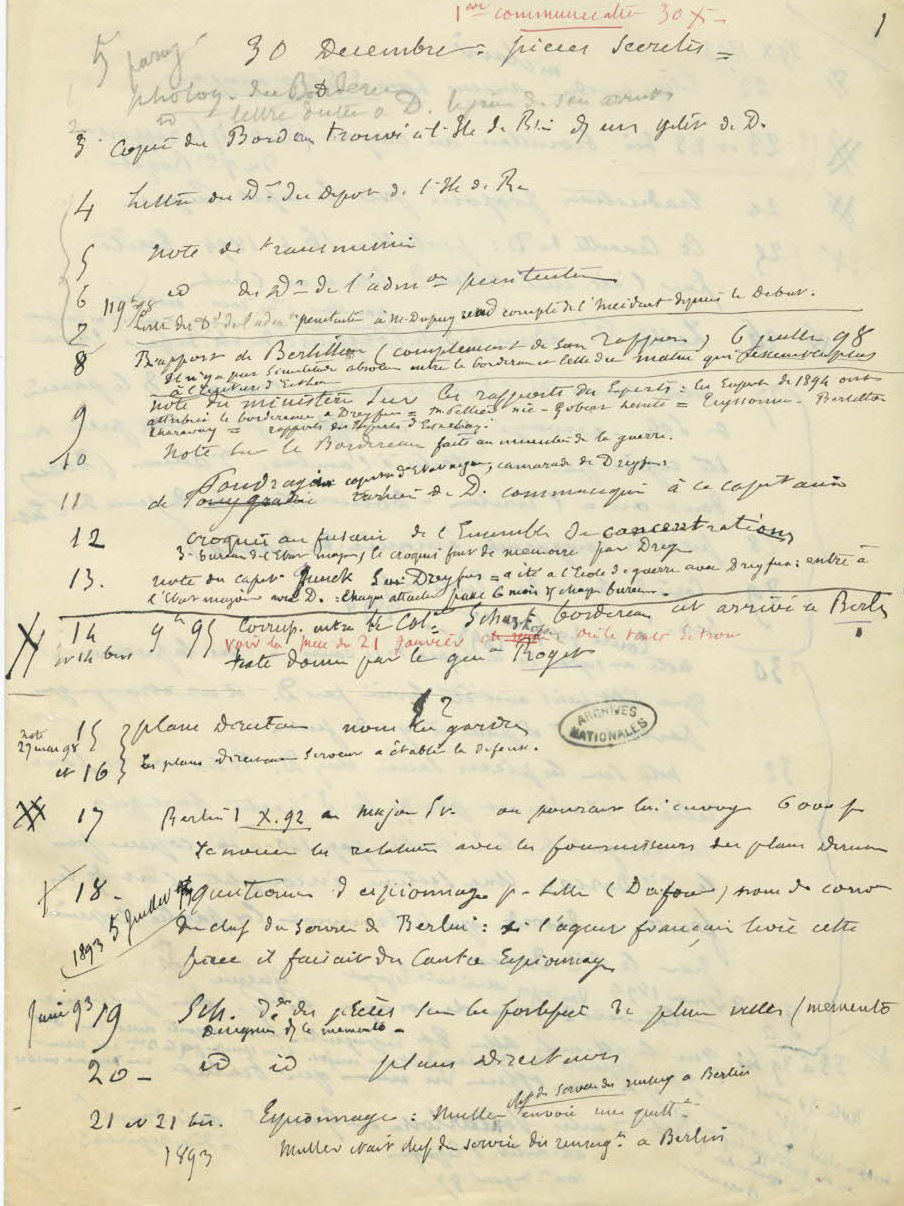
Communication secrète du ministère des Affaires étrangères, saisie par la Cour de cassation, qui détaille de 1893 à 1897 les étapes de l’affaire Dreyfus, d’après les informations du diplomate Maurice Paléologue. Archives nationales de France.

- L'Art chinois, Paris, Quantin, 1887. lire en ligne sur Internet Archive
- Vauvenargues, Paris, Librairie Hachette, 1890. disponible sur Internet Archive
- Alfred de Vigny, Paris, Librairie Hachette, 1891. disponible sur Internet Archive
- Profils de femmes, Paris, Calmann-Lévy, 1895. disponible sur Internet Archive
- Sur les ruines, Paris, Calmann-Lévy, 1897
- Le Cilice, Paris, Librairie Plon, 1901
- Rome, notes d'histoire et d'art, Paris, Librairie Plon, 1902 (réédité plusieurs fois) disponible sur Internet Archive
- La Cravache, Paris, Librairie Plon, 1904
- Le Point d'honneur, Paris, Librairie Plon, 1907. disponible sur Internet Archive
- Dante, essai sur son caractère et son génie, Paris, Librairie Plon, 1909. disponible sur Internet Archive
- La Russie des tsars pendant la Grande Guerre, Paris, Librairie Plon, trois volumes parus en 1921 (le premier) et 1922 (les deux autres) : vol. I : 20 juillet 1914-2 juin 1915 - vol. II : 3 juin 1915-18 août 1916 - vol. III : 19 août 1916-17 mai 1917 ; disponible sur Internet Archive
- Le roman tragique de l'empereur Alexandre II, Paris, Librairie Plon, 1923 ; disponible sur Internet Archive
- Les Entretiens de l'impératrice Eugénie, Paris, Librairie Plon, 1928
- Alexandra Feodorowna, impératrice de Russie, Paris, Librairie Plon, 1932
- Un prélude à l'invasion de la Belgique. Le Plan Schlieffen - 1904, Paris, Librairie Plon, 1932
- Guillaume II et Nicolas II, Paris, Librairie Plon, 1934.
- Alexandre Ier, un tsar énigmatique, Paris, Librairie Plon, 1937
- Les Précurseurs de Lénine, Paris, Librairie Plon, 1938
- Élisabeth, impératrice d'Autriche. L'hérédité sinistre des Wittelsbach, Paris, Librairie Plon, 1939
- L'Écroulement du tsarisme, Paris, Flammarion (collection Toute l'Histoire), 1939
- Aux portes du jugement dernier. Élisabeth-Féodorowna, grande-duchesse de Russie, Paris, Librairie Plon, 1940
- Au quai d'Orsay à la veille de la tourmente. Journal, 1913-1914, Paris, Librairie Plon, 1947
- Journal de l'affaire Dreyfus, 1894-1899, l'affaire Dreyfus et le Quai d'Orsay, Paris, Librairie Plon, 1955 [publication posthume]
- Le crépuscule des tsars, Mercure de France 2007, extraits du journal de Maurice Paléologue paru en 1921-22 (La Russie des tsars pendant la Grande Guerre) lorsqu'il était ambassadeur de France en Russie de 1914 à 1917. Introduction de Nicolas Mietton.